# Hussein bin Ali
Hussein bin Ali bin Mohamed al-Hashimi (arabisk: حسين بن علي بن محمد الهاشمي, tr. al-Ḥusayn bin 'Alī bin Muḥammad al-Hāshimī  ( hør); født 1854 i Mekka, død 4. juni 1931 i Amman) var en arabisk leder, der under Første Verdenskrig indledte Den Arabiske Opstand mod Det Osmanniske Rige for at opnå arabisk uafhængighed fra osmannerne og oprette en arabisk stat. Han var sharif og emir af Mekka fra 1908 samt konge af Hijaz fra 1916 til 1924.
Hussein tilhørte den hashimitiske slægt og blev i 1908 af osmannerne indsat som emir i Mekka. Under 1. verdenskrig erklærede han sig i 1916 efter aftale med englænderne og med hjælp af Lawrence af Arabien selvstændig i forhold til Det Osmanniske Rige og indledte Den Arabiske Opstand. Han indtog de osmanniske garnisoner i Mekka og Jeddah og antog samme år titel som konge af Hijaz. Hans planer om et "Storarabien" efter Det Osmanniske Riges sammenbrud mislykkedes imidlertid på grund af fransk-britisk imperialisme, og i 1924 måtte han som følge af et angreb fra emiren Ibn Saud i Najd abdicere til fordel for sin ældste søn Ali. Ved kalifatets afskaffelse ved Kemal Atatürk i 1924 erklærede Hussein sig som kalif, men kravet på kaliftitlen fik en blandet modtagelse, og han blev forvist til Cypern. Han døde i Amman i Jordan.
Husseins anden søn Abdullah blev emir i Transjordanien, senere konge af Jordan (1921-1951), og hans tredje søn Faisal blev konge af Irak (1921-1932). Hussein er tipoldefar til Jordans nuværende konge, Abdullah 2.